# Parchamo
Der Parchamo (auch Pharchamo, Parchemuche, Pachermo Peak oder Pachhermo Peak) ist ein Trekkinggipfel im Himalaya in der Gebirgsgruppe Rolwaling Himal.
Der Parchamo liegt an der Grenze der nepalesischen Verwaltungszonen Janakpur und Sagarmatha. Der Gipfel bietet bei guter Sicht einen Blick auf Mount Everest, Cho Oyu und Gyachung Kang. An der Nordflanke des 6187 m (oder 6273 m) hohen Parchamo verläuft der 5755 m hohe Hochgebirgspass Tashi Lapcha, der vom westlich gelegenen Drolambaogletscher zum Bergdorf Namche Bazar nach Osten führt. Nördlich des Gebirgspasses erhebt sich der 6943 m hohe Tengi Ragi Tau. Nach Süden hin führt ein Berggrat vom Parchamo zum 6718 m Likhu Chuli (Pig Pherago Shar).
Den beiden Briten Phil Boultbee und Dennis Davis gelang am 18. April 1955 die Erstbesteigung des Parchamo.